# Пољани (Какањ)
Пољани су насељено мјесто у Босни и Херцеговини у општини Какањ које административно припада Федерацији Босне и Херцеговине. Према попису становништва из 1991. у насељу је живјело 1.325 становника.

## Становништво
| Националност       | 1991.          | 1981.          | 1971.        |
| Хрвати             | 1.216 (91,77%) | 1.112 (91,07%) | 995 (89,47%) |
| Муслимани          | 91 (6,86%)     | 100 (8,19%)    | 114 (10,25%) |
| Срби               | 2 (0,15%)      | 2 (0,16%)      | 2 (0,17%)    |
| Југословени        | 2 (0,15%)      | 1 (0,08%)      | 0            |
| остали и непознато | 14 (1,05%)     | 6 (0,49%)      | 1 (0,08%)    |
| Укупно             | 1.325          | 1.221          | 1.112        |